# Desa Mekarsari (administrativ by i Indonesien, Jawa Barat, lat -7,02, long 106,95)
Desa Mekarsari är en administrativ by i Indonesien.   Den ligger i provinsen Jawa Barat, i den västra delen av landet, 90 km söder om huvudstaden Jakarta.